# 双塘镇 (天津市)
双塘镇，是中华人民共和国天津市静海区下辖的一个乡镇级行政单位。

## 行政区划
双塘镇下辖以下地区：
杨家园村、东双塘村、增福堂村、八里庄村、朴楼村、周家院村、董莫院村、西双塘村、杨学士村、李靖庄村和双塘高档五金制品产业园。